# Stati Uniti d'America ai X Giochi olimpici invernali
Gli Stati Uniti d'America parteciparono ai X Giochi olimpici invernali, svoltisi a Grenoble, Francia, dal 6 al 18 febbraio 1968, con una delegazione di 95 atleti impegnati in dieci discipline.

## Medagliere

### Per discipline
| Sport                   | Oro | Argento | Bronzo | Totale |
| ----------------------- | --- | ------- | ------ | ------ |
| Pattinaggio di figura   | 1   | 1       | 0      | 2      |
| Pattinaggio di velocità | 0   | 4       | 1      | 5      |
| Totale                  | 1   | 5       | 1      | 7      |

### Medaglie
| Medaglia | Atleta            | Sport                   | Evento                          |
| -------- | ----------------- | ----------------------- | ------------------------------- |
| Oro      | Peggy Fleming     | Pattinaggio di figura   | Pattinaggio di figura femminile |
| Argento  | Timothy Wood      | Pattinaggio di figura   | Pattinaggio di figura maschile  |
| Argento  | Richard McDermott | Pattinaggio di velocità | 500 m maschile                  |
| Argento  | Jennifer Fish     | Pattinaggio di velocità | 500 m femminile                 |
| Argento  | Dianne Holum      | Pattinaggio di velocità | 500 m femminile                 |
| Argento  | Mary Meyers       | Pattinaggio di velocità | 500 m femminile                 |
| Bronzo   | Dianne Holum      | Pattinaggio di velocità | 1000 m femminile                |